# Jan Egleson
Jan Egleson est un réalisateur et scénariste né en 1946 à New York (États-Unis).

## Filmographie

### Comme réalisateur
- 1979 : Billy in the Lowlands (+ monteur)
- 1981 : The Dark End of the Street (+ scénariste)
- 1985 : The Little Sister (TV) (+ scénariste)
- 1986 : Roanoak (TV)
- 1988 : Lemon Sky (TV)
- 1989 : Gang of Four (TV)
- 1989 : Dream Street (TV)
- 1989 : Big Time (TV)
- 1990 : Business oblige
- 1990 - 1991 : Against the Law (TV)
- 1992 : Pat Metheny Group: More Travels (TV)
- 1993 : The Last Hit (TV)
- 1993 : Double Deception (TV)
- 1994 : Justice in a Small Town (TV)
- 1995 : Original Sins (TV)
- 1995 : La Part du mensonge (TV)
- 1996 : Dying to Be Perfect: The Ellen Hart Pena Story (TV)
- 1997 : Orleans (en) (TV)
- 1998 : Mind Games (TV)
- 2001 : The Blue Diner (en) (+ scénariste)
- 2002 : New York, section criminelle (TV)
- 2003 : Coyote Waits (TV)